# Odilo bajor herceg
Odilo (vagy Oatilo, Uatilo; † 748. január 18.) Bajorország hercege volt 737-től 748-as haláláig. Ő állíttatta össze a Lex Baiuvariorum-ot, a germán bajorok első törvénykönyvét.

## Élete
Odilo az Agilolfing-dinasztiába (innen származtak a bajorok hercegei) tartozó Gotfrid alemann herceg fia volt. Apja 709-ben meghalt és az Alemann Hercegséget bátyja, Lantfrid örökölte; ő annak thurgaui részét kapta meg. 737-ben Hugbert bajor herceg halálával a dinasztia idősebbik ága kihalt és Odilo megörökölte Bajorországot. 
739-ben Bonifác érsek az ő engedélyével szervezte át a hercegség egyházi rendszerét, megalapítva Regensburg, Freising, Passau és Salzburg püspökségeit. Az érsek 741-ben a szomszédos Frankóniában a würzburgi püspökséget is megszervezte. Intézkedései miatt a nemesség fellázadt és a herceg egy ideig hűbéruránál, Martell Károly frank majordomusnál keresett menedéket. Itt megismerkedett Károly lányával, Hiltruddal, akit 741-ben feleségül vett. Apósa azonban még abban az évben meghalt és a herceg hamarosan fegyvert fogott sógorai, Karlmann és Kis Pippin majordomusok ellen. 
Odilo 742/743-ban csatlakozott a frank vazallusok, Theudebald alemann és I. Hunald aquitániai hercegek függetlenségi harcához. 743-ban a Lech folyó mellett vereséget szenvedett és meg kellett hódolnia, de herceg maradhatott. Sikerült kiterjesztenie befolyását, amikor a szláv karantánok fejedelme, Boruth hajlandó volt a vazallusává válni, cserébe az avarok elleni segítségért.
747-ben Martell Károly legfiatalabb fia, a bátyjai által kolostorba zárt Grifo hozzá menekült. A következő évben Odilo meghalt. Grifo elrabolta Odilo özvegyét és kiskorú fiát, III. Tassilót és maga ült a hercegi trónra. 749-ben Kis Pippin elűzte Grifót és visszahelyezte a hét éves Tassilót a hercegség élére.
Odilo több kolostort is alapított, többek között 739-ben Benediktbeuernben, 741-ben Niederalteichben. és 748-ban Mondseeben. Az alemanniai gengenbachi apátságban temették el.

## Fordítás
Ez a szócikk részben vagy egészben  az   Odilo, Duke of Bavaria című angol Wikipédia-szócikk ezen változatának fordításán alapul.  Az eredeti cikk szerkesztőit annak laptörténete sorolja fel. Ez a jelzés csupán a megfogalmazás eredetét és a szerzői jogokat jelzi, nem szolgál a cikkben szereplő információk forrásmegjelöléseként.